# شموشك سفلي
شموشك سفلي (بالفارسية: شموشک سفلی) هي قرية تقع في غلستان في إيران. يقدر عدد سكانها بـ 835 نسمة بحسب إحصاء 2016.